# Сін Сан Ок
Сін Сан Ок (кор. 신상옥, трансліт Shin Sang-ok; 1926-2006) — корейський кінорежисер і продюсер. Працював у Республіці Корея, КНДР, США. Крім творчості, відзначеної призами міжнародних кінематографічних фестивалів, відомий викраденням, організованим спецслужбами Північної Кореї за прямою вказівкою Кім Чен Іра, і примусовою роботою на пропагандистський кінематограф цієї країни.

## Біографія

### Південнокорейський період (1926-1978)
Сін Сан Ок народився в 1926 році в Чхонджіні на північному сході Кореї (у той час — колонії Японії) у заможній родині доктора китайської медицини. Навчався у Токіо у школі образотворчих мистецтв. Кар'єру починав у самому початку «золотого періоду» корейського кінематографа. Працював інтенсивно, з високим фінансовим результатом від прокату кожної картини, щорічно випускав 2-3 фільми. За все це отримав від колег прізвисько «Принц корейського кіно». Серед найбільш відомих робіт періоду «Квітка в пеклі» (назва в міжнародному прокаті, оригінал — кор. 지옥화지옥화, трансліт Jiokhwa, 1958 рік), «Sarangbang sonnimgwa eomeoni» (кор. 사랑방 손님과 어머니사랑방 손님과 어머니, ≈ укр. Гість і моя мати, 1961 рік), «Принц Йон Сан» (кор. 연산군, Yeonsan gun, 1961). Остання картина — драма за класичним сюжетом з національної історії, — в 2009 році представлена в програмі «Класика Канн» міжнародного кінофестивалю. Послідовно у 1962 та 1963 році фільми режисера були номіновані на премію «Золотий ведмідь» Берлінале: «До останнього дня» (Isaengmyeong dahadorok, англ. To the Last Day) і «Червоні ворота» (кор. 열녀문열녀문, Yeolnyeomun, The Memorial Gate for Virtuous Women), однак приз журі «Срібний ведмідь» отримав тільки перший з них.
У 1972 році в країні була встановлена Четверта республіка Південної Кореї. На тлі загального посилення політичної цензури «золотий вік» національного кінематографа змінився глибоким спадом.
Сін Сан Ок, як і інші кінематографісти, знизив творчу активність. Однак навіть фільми що виходили, наприклад «Три дні їхнього правління» (Three Days of Their Reign, кор. 삼일천하삼일천하, Samil cheonha, 1973 рік), йшли врозріз з поглядами цензури. За особистою вказівкою генерала Пак Чон Хі студія режисера була закрита.

### Північнокорейський період (1978-1986)
Спробу скористатися цими обставинами зробив Кім Чен Ір (на той момент син і наступник чинного лідера Північної Кореї). Він прагнув створити кіноіндустрію, яка дозволила б йому змінити негативне ставлення аудиторії до Трудової партії КНДР. Режисерові у цих планах відводилася роль талановитого пропагандиста. Спочатку в ході поїздки в Гонконг була викрадена дружина режисера, актриса Чхве Ин Хі (до цього моменту вони три роки перебували в розлученні). Сін негайно вилетів з Сеула до Гонконгу для пошуків зниклої колишньої дружини, але практично відразу був сам захоплений агентами спецслужб Північної Кореї. В інтерв'ю Бі-бі-сі він згадував: «Хтось несподівано накинув мені мішок на голову, я не міг нічого бачити і нормально дихати». Деякі джерела припускають, що режисер самостійно й охоче перейшов у Північну Корею, але більшість експертів вважають версію викрадення правдоподібною, бо Пхеньян пізніше визнавав факти захоплення, наприклад, громадян Японії як культурних радників.
Своє перебування в Північній Кореї Сін Сан Ок описує у різних спогадах дещо по-різному. За однією версією (інтерв'ю службі інтернет-мовлення «Бі-бі-сі») подружжя відразу по прибуттю в Пхеньян було доставлено до Кім Чен Іра, який повідомив про банківський депозит у 2,5 мільйона доларів США, який буде доступний режисеру після зйомок  «правильного і якісного» фільму. Протягом наступних двох років він зняв близько 20 відверто пропагандистських стрічок. Сін двічі робив спроби до втечі, за що був поміщений у в'язницю на п'ять років, де він був змушений пройти курс початкової політичної освіти «для глибокого розуміння помилковості своїх помилок».
За інформацією газети «The Guardian» Сін Сан Ок відразу після доставки в Пхеньян був поміщений на 4 роки до в'язниці, де він жив на дієті з трави, солі, рису і партійно-ідеологічної обробки». У 1983 році він і його дружина були звільнені і доставлені на прийом до Кім Чен Іру. Партійний лідер пояснив причину їх викрадення: «наявні кінематографісти КНДР роблять поверхневі роботи. У них немає ніяких нових ідей». За даними газети режисер погодився працювати і зняв сім фільмів, серед яких найвідоміший — «Пульгасарі» (불가사리, Pulgasari) про міфологічне чудовисько, що стало на бік батраків, своєрідний «комуністичний варіант Годзілли».
Цей фільм був прийнятий Кім Чен Іром як творча перемога. Сім'ї режисера був дозволений виїзд до Відня для проведення переговорів про прокат фільму в Європі. В австрійській столиці їм вдалося сховатися у посольстві США й отримати політичний притулок.

### Американський період (1986-2006)
Перші роки після звільнення Сін витратив на розгляди з контррозвідкою Південної Кореї про деталі свого перебування у КНДР. Після офіційного припинення переслідування, він виїхав до США.
В Америці Сін влаштувався в Каліфорнії, де під псевдонімом Саймон Шин (англ. Simon Sheen) зняв фільм «Три ніндзя: Кісточками вгору» (англ. 3 Ninjas Knuckle Up). Велику частину часу займався літературною діяльністю з теорії кіно.
У 2004 році пережив операцію з трансплантації печінки. Остаточно не оговтавшись від хвороби, помер в 2006 році в Сеулі. За тривалу кар'єру зняв близько 70 фільмів, у понад 100 був продюсером.